# Carl Eldh
Carl Eldh (Film, 10 de maio de 1873 – Estocolmo, 26 de janeiro de 1954) foi um escultor sueco. Na sua juventude produziu obras com realismo lírico, e mais tarde obras de caráter monumental.

## Biografia
Eldh nasceu no município de Östhammar, Uppland, filho de Jan Petter Eldh, um ferreiro, e sua esposa Maria (nascida Wickman). Seu irmão mais novo era o artista Albert Eldh. De 1897 a 1904, estudou escultura na Académie Colarossi em Paris, onde o escultor francês Auguste Rodin o inspirou muito. Seus primeiros trabalhos foram caracterizados por formas mais suaves, mas em 1916 ele desenvolveu um poderoso estilo realista, como no Monumento Strindberg em Tegnérlunden, em Estocolmo. Strindberg era um assunto frequente para Eldh.
Carl Eldh está ao lado de Carl Milles entre os escultores suecos mais populares da primeira metade do século 20. Eldh também produziu esculturas arquitetônicas com renomados arquitetos suecos, entre eles Ivar Tengbom, Erik Lallerstedt e Ragnar Östberg. Östberg projetou o próprio estúdio de Eldh no Parque Bellevue, no norte de Estocolmo, em 1918. Foi através de Östberg que Eldh recebeu o contrato de 1923 para esculturas de parques para o Stadshuspark.
Adjacente à Prefeitura de Estocolmo, entre o prédio e a margem da margem do Lago Mälaren, o parque fica com o conjunto de Eldh representando os três artistas, August Strindberg para Autores, Gustaf Fröding para Poetas e Ernst Josephson para Pintores, bem como as esculturas de bronze de Eldh "Sången" e "Dansen" ("A Canção" e "A Dança"). A nudez das estátuas inicialmente causou fortes protestos.
As principais obras públicas de Eldh incluem a grande estátua de Strindberg em Estocolmo e o Monumento Branting, também em Estocolmo, que foi executado pela primeira vez em gesso por volta de 1930 e concluído em 1952. Seu trabalho também fez parte do evento de escultura na competição de arte nos Jogos Olímpicos de Verão de 1932. 

O estúdio Carl Eldh em Bellevue é agora um museu público, "Carl Eldh Ateljémuseum", com duas salas de estúdio abastecidas do chão ao teto com desenhos, esculturas, ferramentas e outros pertences pessoais. Uma visita reflete não apenas sobre a atividade criativa de um escultor individual, mas permite o estudo direto de sua época.

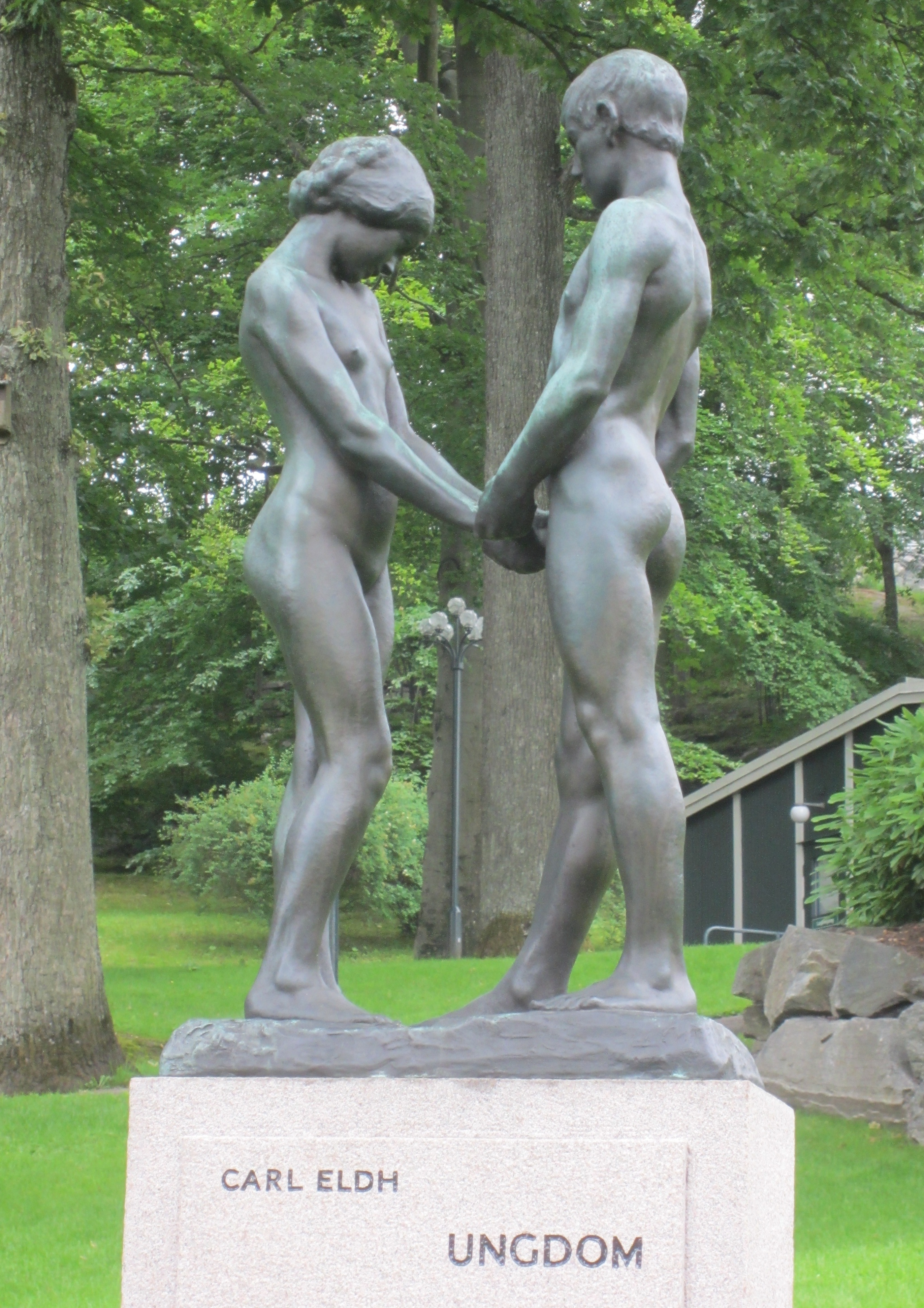
A Juventude
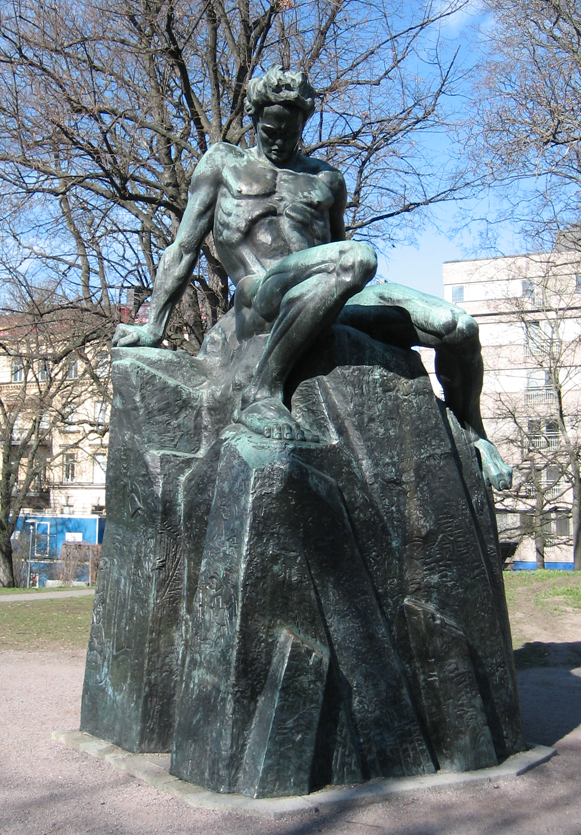
Monumento a Strindberg (1942)
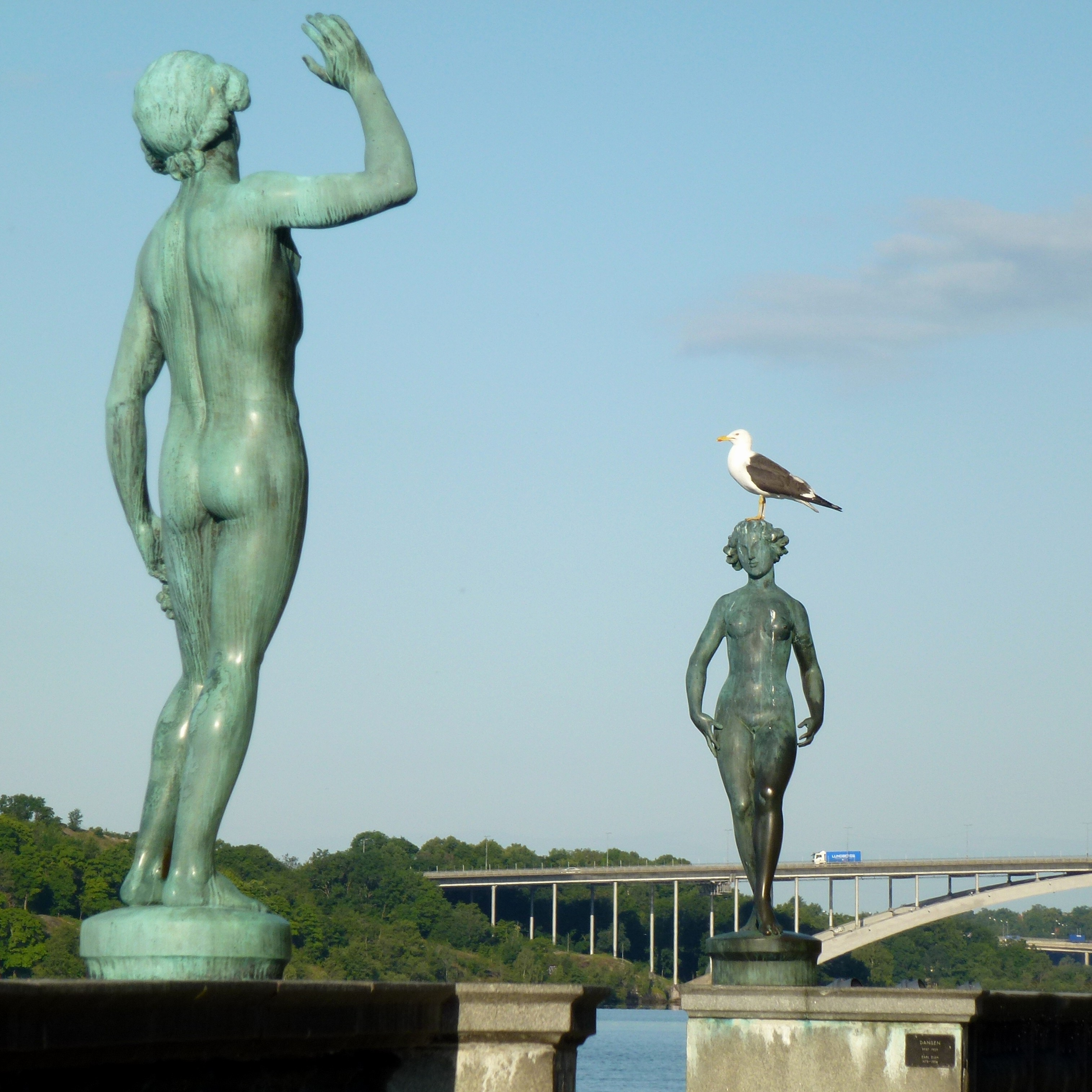
O Canto e a Canção